# Nemanja Ahčin
Nemanja Ahčin (Kirin Serbia: Немања Ахчин; sinh ngày 7 tháng 4 năm 1994) là một tiền vệ bóng đá Serbia, thi đấu cùng với Mačva Šabac.